# Corporate Information Design
Corporate Information Design (CID) ist ein Begriff aus der Informationsvermittlung und der Informationstechnik. CID unterstützt den Informationsprozess durch eine einheitliche Darstellung von Informationen in Organisationen. Ziel ist eine effiziente visuelle Kommunikation von Informationen auf Basis klarer Regeln.

## Konzept
Das Konzept des Corporate Information Design leitet sich aus zwei Ansätzen ab:
- Information Design (Informationsdesign) und
- Corporate Design

Robert E. Horn versteht unter Informationsdesign „die Kunst, Informationen so aufzubereiten, dass sie von Menschen effizient und effektiv genutzt werden können.“  Unter Corporate Design, einem Teilbereich der Corporate Identity, wird die Anwendung von unternehmensweiten Gestaltungsrichtlinien zur Wahrung einer einheitlichen visuellen Identität verstanden. 

„We are drowning in information and starved for knowledge.“

„Wir ertrinken in Informationen und dürsten nach Wissen.“

In diesem Zitat von John Naisbitt wird die Problematik der Transformation von Informationen in Wissen deutlich: Informationen sind im Übermaß vorhanden, doch sind alle Informationen relevant und im richtigen Kontext dargestellt? Wissen entsteht durch das Wahrnehmen und Interpretieren von Informationen in Kontexten. Wissen ist – anders als Information – Ergebnis eines subjektiven Erkenntnisprozesses: Erst wer weiß, kann fundierte Entscheidungen treffen. In vielen Unternehmen sind in den letzten Jahren Business Intelligence(BI)-Systeme eingerichtet worden, die den Zugang zu Informationen stark vereinfachten. Doch es gelingt nicht immer, die Menge an Informationen auf eine Weise zu präsentieren, die korrekt, kompakt und leicht verständlich ist. Corporate Information Design versteht sich als neue Disziplin und Teilgebiet von Business Intelligence zur Unterstützung von Entscheidungsprozessen durch Regeln für eine adressatengerechte visuelle Kommunikation von Informationen. Es geht damit um die Gestaltung von Berichten, Präsentationen und Dashboards.